# Leichtathletik-Länderkämpfe mit bundesdeutscher Beteiligung 1951
| Leichtathletik-Länderkämpfe mit bundesdeutscher Beteiligung 1951      | Leichtathletik-Länderkämpfe mit bundesdeutscher Beteiligung 1951 | Leichtathletik-Länderkämpfe mit bundesdeutscher Beteiligung 1951 | Leichtathletik-Länderkämpfe mit bundesdeutscher Beteiligung 1951 |
| --------------------------------------------------------------------- | ---------------------------------------------------------------- | ---------------------------------------------------------------- | ---------------------------------------------------------------- |
|                                                                       |                                                                  |                                                                  |                                                                  |
| 1. Länderkampf 1951, Frauen: AUT – FRG / YUG – FRG                    |                                                                  |                                                                  |                                                                  |
| Graz 14. Juli 1951                                                    | Graz 14. Juli 1951                                               | 1. FRG 2. AUT                                                    | 51 P 33 P                                                        |
| Graz 14. Juli 1951                                                    | Graz 14. Juli 1951                                               | 1. FRG 2. YUG                                                    | 56 P 28 P                                                        |
| 2. Länderkampf 1951, Männer: FRG – LUX                                |                                                                  |                                                                  |                                                                  |
| Trier 4. August 1951                                                  | Trier 4. August 1951                                             | 1. FRG 2. LUX                                                    | 112 P 44 P                                                       |
| 3. Länderkampf 1951, Männer: SWE – FRG                                |                                                                  |                                                                  |                                                                  |
| Stockholm 9./10. August 1951                                          | Stockholm 9./10. August 1951                                     | 1. FRG 2. SWE                                                    | 112 P 100 P                                                      |
| 4. Länderkampf 1951, Männer: SUI – FRG                                |                                                                  |                                                                  |                                                                  |
| Bern 25./26. August 1951                                              | Bern 25./26. August 1951                                         | 1. FRG 2. SUI                                                    | 121 P 90 P                                                       |
| 5. Länderkampf 1951, Frauen: SUI – FRG                                |                                                                  |                                                                  |                                                                  |
| Bern 25./26. August 1951                                              | Bern 25./26. August 1951                                         | 1. FRG 2. SUI                                                    | 74 P 32 P                                                        |
| 6. Länderkampf 1951, Männer: FRG – ITA                                |                                                                  |                                                                  |                                                                  |
| Stuttgart 1./2. September 1951                                        | Stuttgart 1./2. September 1951                                   | 1. FRG 2. ITA                                                    | 115,5 P 83,5 P                                                   |
| 7. Länderkampf 1951, Straßenlauf (M): FRG A – FRG B – NLD – YUG – SUI |                                                                  |                                                                  |                                                                  |
| Wetzlar 23. September 1951                                            | Wetzlar 23. September 1951                                       | 1. NLD 2. FRG A 3. YUG 4. SUI 5. FRG B                           | 8:08:55 h 8:16:52 h 8:29:27 h 8:50:20 h k. A.00                  |
| Chronik                                                               |                                                                  |                                                                  |                                                                  |
| ← Länderkämpfe 1942                                                   | ← Länderkämpfe 1942                                              | Länderkämpfe 1952 →                                              | Länderkämpfe 1952 →                                              |

Im Jahr 1951 wurden sieben Leichtathletikländerkämpfe mit bundesdeutscher Beteiligung ausgetragen. In dieser Saison wurde der Länderkampfbetrieb in der bundesdeutschen Leichtathletik nach einer kriegsbedingten Pause und den damit verbundenen Folgen wieder aufgenommen. Zuvor hatte es den letzten Ländervergleich im Kriegsjahr 1942 gegeben. Nach Beendigung des Zweiten Weltkriegs wurde Deutschland aufgrund seiner Kriegsschuld für einige Jahre vom internationalen Sport ausgeschlossen. Auch die Teilnahme an Olympischen Spielen (1948 in London) und Europameisterschaften (1946 in Oslo und 1950 in Brüssel) war davon bis einschließlich 1950 betroffen.
Von den sieben Begegnungen des Jahres 1951 bestritten fünf die Männer und zwei die Frauen. Im letzten Vergleich wurde erstmals ein reiner Straßenlaufwettbewerb als Länderkampf durchgeführt.

## Geteiltes Deutschland
Die deutsche Teilung war 1951 so weit vollendet, dass es nur noch sehr wenige Berührungspunkte im Bereich des Sports gab. Länderkämpfe wurden in der Zeit bis zur deutschen Wiedervereinigung im Oktober 1990 getrennt durchgeführt. An den hier benannten Begegnungen nahmen somit ausschließlich bundesdeutsche Leichtathleten teil.

## Bilanz
Die bundesdeutschen Männer lagen in vier ihrer fünf Aufeinandertreffen vorn. Nur im Straßenlauf musste sich das deutsche A-Team auf Platz zwei den niederländischen Athleten geschlagen geben, konnte dabei aber Jugoslawien und die Schweiz hinter sich lassen. Die Männer hatten damit am Ende der Saison in ihren seit dem ersten Länderkampf 1921 insgesamt 74 Vergleichen 63 Siege erzielt und elf Niederlagen erlitten. Nur gegen die USA hatte Deutschland noch keinen Erfolg vorzuweisen und beim einzigen Vergleich mit diesem Gegner den Kürzeren gezogen. Alle weiteren Bilanzen mit anderen Nationen außer Schweden (negativ) und Finnland (ausgeglichen) waren positiv und außer gegen England 1937 hatte es keine weitere Niederlage gegeben.
Die Frauen bauten ihre positiven Bilanz mit zwei Siegen in ihren beiden Vergleichen weiter aus. Sie hatten seit dem ersten Frauenländerkampf 1928 zwölf Siege errungen, dagegen standen drei Niederlagen. Verloren hatten sie zweimal gegen England und einmal gegen das Britische Empire. Siege hatte es gegeben gegen England, Japan, Italien, Österreich, Jugoslawien, die Niederlande und Polen. Eine negative Bilanz hatten Deutschlands Leichtathletinnen somit nur gegen England und das Britische Empire.
In der Gesamtsumme aller Länderkämpfe mit deutscher Beteiligung hatten Deutschlands Leichtathleten von 89 Vergleichen 75 gewonnen und vierzehn verloren. Zwei der Niederlagen stammten dabei aus zweiten Plätzen in von Schweden siegreich gestalteten Länderkämpfen mit mehr als zwei Nationen und eine weitere aus dem von den Niederlanden gewonnenen Straßenlaufwettkampf in der Saison 1951.

## Wertungsmodus
Die Regeln zur Punktevergabe näherten sich nun dem später fast immer angewendeten üblichen Wertungssystem, das heißt: Einzeldisziplinen: Pl. 1: 5 P, Pl. 2: 3 P, …, Pl. 4: 1 P / Staffeln: fünf zu zwei Punkte. Abweichungen davon gab es 1951 nur noch in den Länderkämpfen der deutschen Frauen gegen Österreich und Jugoslawien sowie gegen die Schweiz. Im Straßenlauf-Vergleich mit fünf Teams wurde zwangsläufig ebenfalls von diesem System abgewichen.

## Legende
Kurze Übersicht zur Bedeutung der Symbolik – so üblicherweise auch in sonstigen Veröffentlichungen verwendet:
| k. A. | keine Angabe |

## Länderkampf der Frauen gegen Österreich und gegen Jugoslawien
Im österreichischen Graz trafen die bundesdeutschen Leichtathletinnen am 14. Juli mit Österreich und Jugoslawien zum ersten Mal auf zwei Gegner gleichzeitig. Jede der drei Nationen trat in den Einzelwettbewerben mit jeweils zwei Starterinnen an, in den Staffeln mit jeweils einem Team. Die Wertung erfolgte dann entsprechend der Platzierungen getrennt einmal für den Vergleich zwischen der Bundesrepublik Deutschland und Österreich und zum anderen für das Aufeinandertreffen zwischen der Bundesrepublik Deutschland und Jugoslawien. Die Einzelwertung richtete sich umgekehrt an der Platzierung aus. In den Staffeln gab es drei zu eins Punkte. Die Männer hatten einen solchen Länderkampf mit drei Ländern, in denen die Begegnungen jeweils getrennt gewertet wurden, bereits 1939 gegen Jugoslawien und Rumänien einmal ausgetragen.
Gegen Österreich gewann die Bundesrepublik mit 51 zu 33 Punkten, gegen Jugoslawien mit 56 zu 28 Punkten.

## Länderkampf der Männer gegen Luxemburg
Das zweite Aufeinandertreffen des Jahres 1951 wurde am 4. August in Trier mit Luxemburg ausgetragen. Es war die zweite Begegnung der beiden Nationen in einem Leichtathletik-Länderkampf der Männer. Gewertet wurde nach dem später mehr und mehr üblichen System. Mit 112 zu 44 Punkten gab es einen hoch dominanten Sieg für die bundesdeutschen Leichtathleten gegen das kleine Luxemburg.

## Länderkampf der Männer gegen Schweden
Den dritten Ländervergleich der Saison 1951 trugen die Leichtathleten der Bundesrepublik Deutschland gegen Schweden aus. Fünf Mal waren die beiden Nationen in Wettbewerben mit dem kompletten leichtathletischen Programm zuvor bereits aufeinander getroffen. Vier Vergleiche hatte Schweden gewonnen. Darüber hinaus hatte es vier reine Geher-Länderkämpfe zwischen Deutschland und Schweden gegeben, die Schwedens Geher drei Mal für sich entschieden hatten. Am 9./10. August wurde die erneute Begegnung nun in der schwedischen Hauptstadt Stockholm ausgetragen. Den bundesdeutschen Sportlern gelang hier der zweite Sieg gegen Schweden. Das Ergebnis war knapp wie immer, aber am Ende lag die Bundesrepublik Deutschland mit 112 zu 100 Punkten vorn.

## Länderkampf der Männer gegen die Schweiz
Die vierte Begegnung der bundesdeutschen Leichtathleten im Jahr 1951 ließ die vom Beginn der Geschichte mit deutschen Leichtathletik-Länderkämpfen im Jahr 1921 bis einschließlich 1938 geübte Tradition von alljährlichen Vergleichen mit der Schweiz wieder aufleben. Am 25./26. August war die Schweizer Hauptstadt Bern Gastgeber dieser Veranstaltung. Es war das achtzehnte Aufeinandertreffen der beiden Länder. Gewertet wurde zum ersten Mal in diesen Aufeinandertreffen nach dem Standardsystem. Wie in allen früheren Begegnungen mit der Schweiz trugen Deutschlands Leichtathleten den Sieg davon, diesmal mit 121 zu neunzig Punkten.

## Länderkampf der Frauen gegen die Schweiz
Gleichzeitig mit den Männern traten auch die Frauen am 25./26. August in Bern im insgesamt fünften Länderkampf des Jahres gegen die Schweiz an. Es war das erste Aufeinandertreffen der Leichtathletinnen zwischen Deutschland und der Schweiz. In den Einzeldisziplinen wurde auch hier die Standardwertung angewendet. In der Staffel wurden die Punkte abweichend vom Standard fünf zu drei verteilt. Die bundesdeutschen Frauen gewannen sehr deutlich mit 74 zu 32 Punkten.

## Länderkampf der Männer gegen Italien
Im sechsten Vergleich des Jahres trafen Deutschlands Leichtathleten fünften Mal auf Italien. Ausgetragen wurde die Begegnung am 1./2. September in Stuttgart. Die Bundesrepublik Deutschland kam am Ende zum fünften Erfolg über diesen Gegner, diesmal wieder deutlich mit 115,5 zu 83,5 Punkten.

## Straßenlauf-Länderkampf der Männer mit vier Nationen
Zum ersten Mal wurde ein Straßenlaufwettbewerb als Ländervergleich mit deutscher bzw. bundesdeutscher Beteiligung ausgetragen. Gastgeber war am 23. September die Stadt Wetzlar. Mit der Bundesrepublik Deutschland, den Niederlanden, Jugoslawien und der Schweiz waren dabei vier Länder mit fünf Teams beteiligt, Die Bundesrepublik trat mit einem A- und einem B-Team an. Auf dem Programm stand ein Marathonlauf, in denen jeweils vier Läufer je Mannschaft startberechtigt waren. Das Team Bundesrepublik Deutschland B und Jugoslawien stellten nur jeweils drei Teilnehmer. Gewertet wurden die besten drei Athleten jeder Mannschaft. Ausschlaggebend war nicht die Platzierung, das Endresultat kam über die Addition der gewerteten Teilnehmer zustande. Die niederländischen Läufer entschieden den Wettbewerb mit knapp acht Minuten Vorsprung vor dem Team Bundesrepublik Deutschland A für sich. Gut zwölfeinhalb Minuten hinter Bundesrepublik Deutschland A folgte Jugoslawien auf dem dritten Rang. Weitere knapp zwanzig Minuten dahinter wurde die Schweiz Vierter vor der Mannschaft Bundesrepublik Deutschland B.